# Io (opera)
Io (Io) är en ofullbordad opera (acte de ballet) med musik av Jean-Philippe Rameau.
Det finns inga bevis för att Io framfördes under Rameaus livstid. Länge ansågs den som Rameaus sista opera men den innehåller en duett som återfinns i omarbetad form i Les Fêtes de Polymnie vilket i så fall skulle innebära att Io komponerades före 1745. Då duettens text är i stort sett identisk och då franska librettister aldrig lånade från varandra, kan texten vara skriven av Louis de Cahusac.